# Dieter Spürck

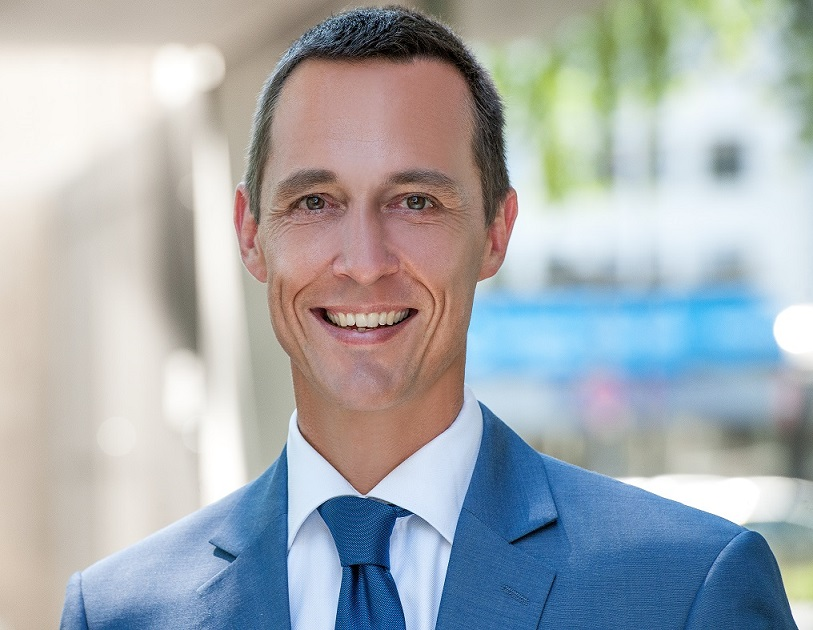
Dieter Spürck (2015)

Dieter Spürck (* 28. September 1966 in Brühl) ist ein deutscher Kommunalpolitiker (CDU). Seit 2015 ist er Bürgermeister der Kolpingstadt Kerpen im Rhein-Erft-Kreis, Nordrhein-Westfalen.

## Leben
Spürck studierte nach dem Abitur am Max-Ernst-Gymnasium Brühl im Rahmen seiner Ausbildung als Kreis-Inspektor-Anwärter zunächst Verwaltungswissenschaft, was er als Diplom-Verwaltungswirt 1989 abschloss. Dann war er als Verwaltungsbeamter beim Rhein-Erft-Kreis und zuletzt 1990/91 bei der Personalabteilung des Kölner Universitätsklinikums. Das anschließende Jurastudium an der Universität zu Köln schloss er 1995 mit dem Staatsexamen ab und den Juristischen Vorbereitungsdienst im Bereich des Landgerichts Köln 1998 mit dem 2. Staatsexamen. Von 1998 bis 2004 war er als Rechtsanwalt tätig. Bis zum Jahr 2012 arbeitete er als Beigeordneter bei der Gemeindeverwaltung in Weilerswist. Er wechselte 2012 zur Stadtverwaltung Kerpen und wurde im Juni 2013 dort Sozialdezernent und Kämmerer. Gleichzeitig war er zuletzt als 1. Beigeordneter allgemeiner Vertreter der damaligen Bürgermeisterin Marlies Sieburg.
Spürck wurde bei der Kommunalwahl (Bürgermeisterwahl) in Kerpen am 13. September 2015 mit 57,64 % der abgegebenen Stimmen, also mit absoluter Mehrheit, gewählt.
Am 10. April 2019 hatte die Staatsanwaltschaft Köln Räumlichkeiten von Spürck im Rathaus in Kerpen und private Räumlichkeiten durchsuchen lassen. Es ging um den Verdacht der Bestechlichkeit im Rahmen einer Baugenehmigung rund um die Villa Trips. Neben anderen Anzeigen hatte sich Spürck auch selbst angezeigt.  Die aus den Reihen der Kerpener SPD-Fraktion erhobenen Untreue-Vorwürfe im Zusammenhang mit einem Beigeordneten-Ausschreibungsverfahren hat die Kölner Staatsanwaltschaft zurückgewiesen, da nicht einmal ansatzweise Anhaltspunkte für strafbares Verhalten vorlägen.
Ende Januar 2020 gab Spürck bekannt, nicht mehr für das Amt des Bürgermeisters kandidieren zu wollen. Als Grund nannte er Drohungen im Rahmen seiner Tätigkeit, die „zunehmende Verrohung in der ganzen Gesellschaft“ und die daraus folgende Angst um seine Familie. In der gesamten Berichterstattung, wie auch in einer Rede von Ministerpräsident Armin Laschet vor dem Landtag NRW, in der er die mutmaßlichen Drohungen gegen Spürck thematisierte, spielten die Korruptionsvorwürfe keine Rolle.
Hingegen früherer Aussagen gab Spürck im Juni 2020 bekannt, doch wieder für das Amt des Bürgermeisters kandidieren zu wollen. Das Verfahren war zu diesem Zeitpunkt trotz seiner Kandidatur bisher nicht abgeschlossen.
Im September 2020 wurde Dieter Spürck mit absoluter Mehrheit (51,8 %) für eine zweite Amtsperiode wiedergewählt.
Im August 2021 hat die Staatsanwaltschaft Köln das Ermittlungsverfahren in dem Korruptionsverfahren gegen Dieter Spürck wegen angeblicher Bestechlichkeit etc. mangels hinreichenden Tatverdachts gemäß § 170 Abs. 2 StPO eingestellt.
Dieter Spürck ist Mitglied im Hauptausschuss des Städte- und Gemeindebundes Nordrhein-Westfalen in der Wahlperiode 2020 bis 2025.
Dieter Spürck engagiert sich seit vielen Jahren im Bereich des Kinder- und Jugendschutzes, insbesondere im Jugendmedienschutzrecht. Ein besonderer Schwerpunkt liegt in der langjährigen ehrenamtlichen Prüfung von Medieninhalten im Bereich der Freiwilligen Selbstkontrolle Fernsehen. Weitere Erfahrungen im Bereich des Kinder- und Jugendschutzes sammelte er zuvor als Rechtsanwalt bei der Arbeitsgemeinschaft Kinder und Jugendschutz (AJS) in NRW, weiterhin als kommissarischer Ständiger Vertreter der Obersten Landesjugendbehörden bei der Unterhaltungssoftware Selbstkontrolle sowie beim Aufbau der staatlichen Jugendschutzeinrichtung für Medieninhalte im Internet jugendschutz.net und als Mitglied der Juristenkommission der Spitzenorganisation der Filmwirtschaft.

## Privates
Dieter Spürck ist verheiratet und hat zwei Kinder. Er zog 2014 von Brühl nach Kerpen um. Er spricht neben Deutsch auch Englisch und Russisch.

## Werke
Dieter Spürck war Mitautor folgender Bücher:
- Jugendschutzrecht: Kommentar zum Jugendschutzgesetz (JuSchG) und zum Jugendmedienschutz-Staatsvertrag (JMStV) mit Erläuterungen zur Systematik und Praxis des Jugendschutzes, 2005, ISBN 978-3472062929.
- Jugendschutzrecht: Kommentar zum Jugendschutzgesetz und zum Jugendmedienschutz-Staatsvertrag mit Erläuterungen zur Systematik und Praxis des Jugendschutzes, 2011, ISBN 978-3472079781.